# Platylabus dolorosus
Platylabus dolorosus är en stekelart som först beskrevs av Johann Ludwig Christian Gravenhorst 1829.  Platylabus dolorosus ingår i släktet Platylabus och familjen brokparasitsteklar. Arten är reproducerande i Sverige. Inga underarter finns listade i Catalogue of Life.